# Agustín Pichot
Agustín Pichot (* 22. August 1974 in Buenos Aires) ist ein argentinischer Sportfunktionär und ehemaliger Rugby-Union-Spieler, der auf der Position des Gedrängehalbs spielte. Er war Kapitän der argentinischen Nationalmannschaft und führte sein Land bis in das Halbfinale der Weltmeisterschaft 2007. Auf Vereinsebene war er zuletzt in Frankreich bei Stade Français und Racing 92 tätig.

## Biografie

### Spieler
Sein Großvater Horacio war ein Spieler bei Obras Sanitarias und später Schiedsrichter. Da sein angestammter Verein keine Jugendabteilung hatte, spielten seine beiden Söhne und dann seine Enkel für den CA San Isidro. Dort hatte Agustín Pichot 1992 sein Debüt in der ersten Mannschaft, der auch seine Brüder und Enrique und Joaquín angehörten. 1995 gewann er in der Nacional de Clubes seinen ersten Meistertitel. Im selben Jahr gewann er mit San Isidro auch die von der Unión de Rugby de Buenos Aires organisierte Meisterschaft im Siebener-Rugby. Im selben Jahr wurde er erstmals für die argentinische Nationalmannschaft nominiert und spielte während der Australien-Tour. Sein erstes Test Match absolvierte er am 30. April in Brisbane gegen die Wallabies, wobei er den einzigen Versuch für die Pumas legte. Zwar gehörte er bei der Weltmeisterschaft 1995 dem argentinischen Kader an, kam aber in keinem der drei Vorrundenspiele zum Einsatz.
1997 wechselte Pichot nach England zum Richmond FC und wurde zum Profi. Nach dem Auslaufen seines Vertrags wechselte er 1999 zu Bristol Rugby, wo er zum Stammspieler avancierte. Im selben Jahr nahm er an der Weltmeisterschaft 1999 teil, bei der es den Pumas gelang, bis in das Viertelfinale vorzudringen. Dort verloren sie trotz eines Versuchs von Pichot gegen Frankreich. Nach dieser erfolgreichen Weltmeisterschaft wurde Pichot im Jahr 2000 erstmals als Kapitän nominiert, als Argentinien auf Irland traf. In den folgenden Jahren war er ein wichtiger Teil der Mannschaft, die sich nahe der Weltspitze etablieren konnte.
Nach vier Jahren in Bristol wechselte Pichot 2003 zu Stade Français in die französische Top 14. Bei der Weltmeisterschaft 2003 war er Kapitän des Teams, das durch eine 15:16-Niederlage im abschließenden Vorrundenspiel gegen Irland knapp in der Vorrunde scheiterte. Auch an der folgenden Weltmeisterschaft 2007 in Frankreich nahm Pichot als Kapitän teil. Dieses Turnier war der bislang größte Erfolg der Pumas, die sich durch einen Sieg gegen den Gastgeber den dritten Platz sicherten. Infolge der Siege gegen hochkarätige Gegner kletterte Argentinien zwischenzeitliche bis auf Platz drei in der Weltrangliste.
Pichot war der erste ausländische Kapitän bei Stade Français und gewann 2007 mit dieser Mannschaft den französischen Meistertitel. Im Anschluss an diesen Erfolg wechselte er zu Racing 92 in die zweite Liga Frankreichs. Dort verpasste er den angestrebten Aufstieg und beendete seine Karriere daraufhin vorübergehend. Im März 2009 kehrte er für kurze Zeit zu Stade Français zurück. 2011 wurde Pichot als zweiter Argentinier nach Hugo Porta in die World Rugby Hall of Fame aufgenommen.

### Funktionär
Pichots Karriere als Funktionär begann 2009 nach der Umstrukturierung der Unión Argentina de Rugby (UAR), als man den langjährigen reinen Amateurstatus hinter sich ließ und Rugby in Argentinien professionalisierte. Von diesem Jahr an war er Mitglied des UAR-Rates (noch während seiner letzten Saison in Frankreich) und die treibende Kraft hinter der Integration Argentiniens in die Rugby Championship und in Super Rugby.
Im Jahr 2016, weniger als ein Jahr nach seiner Wahl zum stellvertretenden Vorsitzenden von World Rugby, sorgte Pichot für Aufsehen, als er sich gegen die Meinung anderer hochrangiger Mitglieder des Exekutivkomitees dafür aussprach, die dreijährige Wohnsitzregel für die Spielberechtigung ausländischer Spieler für ein anderes Land auf fünf Jahre zu verlängern. Dadurch wollte er insbesondere die kleineren Rugbynationen besser vor Abwerbeversuchen schützen (2020 schließlich umgesetzt). Wenige Monate später kürte ihn das Magazin Rugby World zur einflussreichsten Rugby-Persönlichkeit, noch vor Englands Cheftrainer Eddie Jones.
Pichot kandidierte 2020 für die Wahl zum Vorsitzenden von World Rugby, verlor aber mit 28 zu 23 Stimmen gegen Amtsinhaber Bill Beaumont und trat daraufhin zurück.

## Erfolge und Ehrungen
- 1995: Meister im Siebener-Rugby in der Unión de Rugby de Buenos Aires
- 1998 und 2001: Spieler des Jahres in Argentinien
- 2000: Premios Konex
- 2001 und 2002: Spieler des Jahres bei Bristol
- 2005: Finale im Heineken Cup und der französischen Meisterschaft
- 2007: dritter Platz bei der Weltmeisterschaft und Gewinn der französischen Meisterschaft